# Småhausane
Die Småhausane (norwegisch für Kleine Felsvorsprünge) sind eine Gruppe von kleinen Nunatakkern im ostantarktischen Königin-Maud-Land. Auf der Nordseite des Gebirges Sør Rondane ragen sie zwischen dem Fidjelandfjellet und dem Nordtoppen auf.
Norwegische Kartografen, die auch die deskriptive Benennung vornahmen, kartierten die Gruppe 1946 anhand von Luftaufnahmen der Lars-Christensen-Expedition 1936/37 und 1957 mittels ebensolcher der US-amerikanischen Operation Highjump (1946–1947).